# George Kocherry
George Kocherry (* 4. Februar 1945 in Changanacherry) ist ein indischer römisch-katholischer Geistlicher, Erzbischof und Diplomat des Heiligen Stuhls.

## Leben
George Kocherry empfing am 26. Juni 1974 die Priesterweihe.
Papst Johannes Paul II. ernannte ihn am 10. Juni 2000 zum Titularerzbischof pro hac vice von Othona und Apostolischen Nuntius in Togo und Ghana. Die Bischofsweihe spendete ihm der Erzbischof von Changanacherry, Joseph Powathil, am 21. August desselben Jahres; Mitkonsekratoren waren Joseph Pallikaparampil, Bischof von Palai, und George Valiamattam, Erzbischof von Tellicherry.
Von seinem Amt als Apostolischer Nuntius in Togo trat er 2002 zurück. Papst Benedikt XVI. ernannte ihn am 22. Dezember 2007 zum Apostolischen Nuntius in Simbabwe. Am 6. Juli 2013 ernannte ihn Papst Franziskus zum Apostolischen Nuntius in Bangladesch.
Am 24. August 2022 nahm Papst Franziskus das von George Kocherry aus Altersgründen vorgebrachte Rücktrittsgesuch an.